# (32969) Motohikosato
(32969) Motohikosato est un astéroïde de la ceinture principale.

## Description
(32969) Motohikosato est un astéroïde de la ceinture principale. Il fut découvert le 6 août 1996 à Nanyo par Tomimaru Okuni. Il présente une orbite caractérisée par un demi-grand axe de 2,69 UA, une excentricité de 0,21 et une inclinaison de 5,6° par rapport à l'écliptique.

## Compléments